# Ромс Олена Григорівна
Ромс Олена Григорівна (1934—2013) — радянська й українська вчена-ліхенолог.

## Біографія
Народилася 25 травня 1934 року у Києві в родині Григорія Федотовича Ромса, директора НДІ будівельних матеріалів, і його дружини Лілії Борисівни. Під час Великої Вітчизняної війни була в евакуації в Уфі, потім — у Ташкенті. В 1952 році Олена вступила на біологічний факультет Київського державного університету, закінчила його в 1957 році, після чого працювала в Інституті ботаніки АН УРСР і зоологічному музеї КДУ.
З 1958 року Олена Григорівна Ромс працювала молодшим науковим співробітником у Ботанічному саду імені Олександра Фоміна. З 1961 по 1964 рік навчалася в аспірантурі Київського державного університету під керуванням Альфреда Миколайовича Окснера. В 1965 році Олена Григорівна отримала степінь кандидата біологічних наук.
У 1968—1972 роках О. Г. Ромс працювала молодшим науковим співробітником Центрального республіканського ботанічного саду. У 1983 році вона стала молодшим науковим співробітником Інституту ботаніки АН УРСР, з 1986 року працювала на посаді наукового співробітника. У 1989 році пішла на пенсію. У 2002—2005 роках вона працювала у відділі біології і ліхенології Інституту ботаніки.
Померла Олена Григорівна Ромс 1 березня 2013 року.

## Види, названі на честь О.Г.Ромс
- Opegrapha romsiae S.Y.Kondr. & Kudratov, 2002

## Деякі наукові публікації
- Ромс Е. Г. Порошкоплодные лишайники (роды Chaenotheca Th.Fr., Calicium Pers. Coniocybe Ach., Stenocybe Nyl., Sphinctrina Fr., Cyphelium Ach., Pseudacolium Stiz., Sphaerophorus Pers. // Определитель лишайников СССР / отв. ред. И. И. Абрамов. — Л.: Наука, 1975. — Т. 3. Калициевые — Гиалектовые. — С. 7—42. — 275 с.
- Окснер А. М. Флора лишайників України / Відп. ред. С. Я. Кондратюк, О. Г. Ромс. — Київ : Наукова думка, 2010. — Т. 2. — 663 с.